# West Texas Intermediate

Giá giao ngay của West Texas Intermediate tương quan với giá Brent Crude.

West Texas Intermediate (WTI), cũng được gọi là Texas light sweet (ngọt nhẹ Texas), là một loại dầu thô được sử dụng làm mức chuẩn trong giá dầu. Loại này được mô tả là dầu thô trung bình vì mật độ tương đối thấp và ngọt vì hàm lượng lưu huỳnh thấp. Nó là hàng hóa cơ bản của các hợp đồng tương lai dầu của Sàn giao dịch hàng hóa New York.
Giá của WTI thường được tham chiếu trong các báo cáo tin tức về giá dầu, bên cạnh giá dầu Brent từ Biển Bắc. Các điểm đánh dấu dầu quan trọng khác bao gồm Dầu thô Dubai, Dầu thô Oman, Dầu Urals và Rổ Tham chiếu OPEC. WTI nhẹ hơn và ngọt hơn, chứa ít lưu huỳnh hơn dầu Brent và được xem là nhẹ hơn và ngọt hơn Dubai hoặc Oman.

## Đặc điểm
WTI là một loại dầu thô trung bình, có trọng lực API khoảng 39,6 và trọng lượng riêng khoảng 0,827, nhẹ hơn dầu thô Brent. API đánh giá Dầu nhẹ là 41 Độ. WTI chứa khoảng 0,24% lưu huỳnh do đó được đánh giá là một loại dầu thô ngọt (có ít hơn 0,5% lưu huỳnh), ngọt hơn Brent có 0,37% lưu huỳnh. WTI được tinh chế chủ yếu ở khu vực Trung Tây và Bờ biển vùng vịnh tại Hoa Kỳ. Để so sánh, dầu thô từ hệ tầng Bakken ở Montana, Bắc và Nam Dakota, Manitoba và Saskatchewan là Ánh sáng ở API 43 độ. Dầu nặng từ cát dầu của Alberta, Mexico và Venezuela, được đánh giá ở mức 20 độ API của Viện Dầu khí Hoa Kỳ. Mexico mua dầu trung bình WTI từ Hoa Kỳ để trộn với dầu nặng mà sau đó có thể được xuất khẩu đến những nơi có nhà máy lọc dầu không thể tinh chế dầu nặng. Bằng cách pha trộn này, Mexico có được mức giá cao hơn và thị trường quốc tế rộng hơn cho dầu thô pha trộn, có thể được xuất khẩu sang các thị trường trọng điểm như Cộng hòa Nhân dân Trung Hoa.

## Điểm thanh toán giá West Texas Intermediate
Cushing, Oklahoma là một trung tâm thương mại lớn đối với dầu thô và là điểm giao hàng cho các hợp đồng thô và do đó là điểm thanh toán giá cho Trung cấp West Texas trên Sàn giao dịch hàng hóa New York trong hơn ba thập kỷ. Thị trấn Cushing, Oklahoma là một nơi nhỏ, hẻo lánh chỉ có 7.826 cư dân (theo Điều tra dân số năm 2010). Tuy nhiên, đây là địa điểm của mỏ dầu Cushing, được phát hiện vào năm 1912 và thống trị sản xuất dầu của Hoa Kỳ trong vài năm. Khu vực này trở thành "điểm trung chuyển quan trọng với nhiều đường ống giao nhau, kho lưu trữ và dễ dàng tiếp cận các nhà tinh chế và nhà cung cấp", cơ sở hạ tầng còn lại sau khi trường Cushing bị giảm tầm quan trọng. Dầu thô chảy "vào trong đến Cushing từ mọi hướng và hướng ra ngoài qua hàng chục đường ống". Nó ở quận Payna, Oklahoma, Hoa Kỳ.